# 颱風盧碧 (2009年)
| 太平洋颱風季             |
| 主題頁 - 專題 - 編輯指南 |

颱風盧碧（英語：Typhoon Lupit，菲律賓大氣地球物理和天文管理局：Ramil，國際編號：0920，聯合颱風警報中心：22W）是2009年太平洋颱風季的一個熱帶氣旋。盧碧是由菲律賓命名的颱風，原意「殘暴」。
盧碧路徑頗為曲折，在西北太平洋兩度拐彎；移入呂宋海峽之際，盧碧又再度急劇轉向，改以偏東北路徑逼近琉球群島。盧碧最後在日本以南海域轉化為温帶氣旋，沒有帶來嚴重災情。

## 發展過程及路徑
10月13日，一個低壓區在西北太平洋形成。聯合颱風警報中心報告說，該低壓區在在關島以東約380公里增強為熱帶低氣壓。10月14日，聯合颱風警報中心命名熱帶低氣壓為22W及預測熱帶低氣壓會加強至熱帶風暴。10月15日，日本氣象廳將熱帶低氣壓升格為的並賦予名字為盧碧。10月16日，聯合颱風警報中心報告說，盧碧增強為一級颱風；晚上，菲律賓大氣地球物理和天文管理局開始對盧碧發出警告並命名為Ramil，因為盧碧已進入菲律賓海域。與此同時，日本氣象廳將熱帶風暴升格為颱風。10月17日，它迅速增強為三級颱風。10月18日，盧碧已增強為四級颱風；在短短幾個小時，盧碧的強度達到高峰，達到五級颱風強度(140kts)。10月19日晚，盧碧開始進行眼壁置換，強度逐漸減弱。至10月21日，盧碧減弱至二級颱風。10月23日，盧碧減弱至強烈熱帶風暴。10月25日，盧碧減弱至熱帶風暴。在10月26日上午十時，熱帶風暴盧碧集結在東京之南南西約1030公里，預料向東北移動，時速約55公里，穿越日本以南海域。同時，熱帶風暴盧碧開始轉化成溫帶氣旋，雲帶逐漸向東北切離。

## 影響

### 菲律賓
在10月21日20時，颱風盧碧集結在馬尼拉之東北約740公里，預料向西南偏西移動，時速約14公里，逐漸靠近呂宋北部。
菲律賓官員說，盧碧颱風預計將帶來較前兩個造成近千人喪命風暴更大的威脅，軍方今天在菲律賓北部部署橡皮艇和直昇機等。國防部長鐵歐多洛（Gilberto Teodoro）告訴記者：「我們在可能遭受颱風侵襲區域，事先安置食物和運輸設施。」海軍說，已派遣18艘橡皮艇，以及卡車、兩棲車輛和直昇機，到本週中可能遭盧碧颱風侵襲的呂宋島（Luzon Island）。軍方說，工兵部隊也正奉派到北部。空軍則說，救援直昇機已派往盧碧颱風預定行經路線區域。
菲律賓官員說，盧碧颱風行進速度減緩，今天在菲律賓北海岸外盤旋，使最近遭到暴風嚴重破壞的菲律賓獲得更多準備時間。盧碧颱風預計最快後天登陸，比原先預測晚到一天，菲國政府表示鬆一口氣。總統雅羅育（Gloria Arroyo）下鄉造訪馬尼拉附近的八打雁（Batangas）時對居民說：「從最新颱風預報來看，颱風威力似乎已減弱。」她表示：「我們現在有更多準備時間，讓我們繼續祈禱颱風進一步減弱，不至於威脅本國。」根據日本氣象廳，盧碧颱風眼今晨8時幾乎停滯在呂宋島（Luzon）東北角東方約265公里處，目前最大風速達每小時126公里，威力較前幾天大為減弱。
菲律賓氣象預報主管今天說，徘徊在北部外海的盧碧颱風將帶來強風巨浪，也有土石流危險。克魯茲（Cruz）說，雖然盧碧速度已經放慢，但預料將在25日橫掃呂宋島（Luzon）北部。他對這個難以捉摸的颱風遠離菲律賓仍抱持一絲希望。盧碧颱風在當地被稱之為Ramil（拉米）。他告訴記者：「拉米幾乎滯留在卡加延省（Cagayan）北端不動。」克魯茲說，這表示最北的卡加延省和北伊羅科斯省（Ilocos Norte）天氣依舊惡劣，仍有強風和豪雨。

### 臺灣
- 2009年10月23日
  - 15時30分，發布豪雨特報：受颱風外圍雲系及東北季風影響，下午至24日台灣北部及東北部地區有局部性大雨或豪雨，尤其東北部地區及北部山區有局部性豪雨或大豪雨發生的機率，山區請注意坍方、落石及土石流，低窪地區慎防淹水。
- 2009年10月24日
  - 22時00分，發布大雨特報：受颱風外圍雲系及東北季風影響，今（24日）晚至明（25日）上午台灣東北部地區及北部山區有局部性大雨發生的機率，請注意防範。
- 2009年10月25日
  - 07時00分，發布解除大雨特報：由於對流雲系減弱，台灣東北部地區及北部山區發生大雨的機率降低，故解除大雨特報。

10月21日，中央氣象局表示，今年第20號颱風盧碧02時，減弱為中度颱風。明天起颱風外圍環流就會影響台灣，22日、23日北部山區及東北部、東部應防超大豪雨。氣象局觀測，盧碧颱風上午位置在恆春東南東方約1140公里，以每小時17公里速度，朝西移動，7級風暴風半徑仍維持250公里。氣象局說，台灣地區今天受東北季風影響，北部、東北部降雨機率提高，東部及東南部雲量也會稍多，中南部地區仍為可見陽光天氣；北部及東北部早晚天氣較涼，中南部日夜溫差較大。氣象局預測，明天起受到盧碧颱風外圍環流及東北季風增強影響，東半部及北部降雨情形更明顯。22日起南部也有降雨機會，尤其22日起東北部、東部及北部山區可能有超大豪雨。中度颱風盧碧目前在恆春東南方1140公里海面，以時速16公里朝西轉西南西方前進。中央氣象局表示，盧碧颱風行進角度較原先預期偏南，台灣受外圍雲系影響，降雨持續到25日。中央氣象局預報員李湘源表示，原先盧碧預測路徑，可能朝西前進。今天台灣北部、東部局部地區開始會有短暫雨，結果盧碧行進方向，下午開始朝西南西方向轉，僅有東北角及宜蘭山區有零星降雨，到晚間6時為止，全天雨量僅3毫米左右。李湘源表示，預估盧碧外圍雲系在明天入夜後，才會與東北季風逐漸相互作用，降雨機率增大，共伴效應在22日、23日最明顯，北部、東部山區有降下大豪雨或超大豪雨機會。盧碧目前位置在恆春東南東方760公里海面，中央氣象局預估外圍雲系傍晚會逐漸影響台灣，入夜後北部、東部降雨逐漸明顯，宜蘭、花蓮明後天有超大豪雨機會。盧碧颱風目前仍以時速15公里朝西南西方向呂宋島北方前進，中央氣象局預報員湯舜然表示，全台今天白天天氣還不錯，基隆北海岸地區受東北季風影響，有短暫陣雨機會。盧碧颱風外圍雲系今天傍晚開始影響台灣，北部、東部降雨會逐漸增加。湯舜然表示，明、後天颱風外圍雲系與東北季風開始產生共伴效應，北部、東部地區降雨明顯，宜蘭、花蓮局部地區有降下大豪雨或超大豪雨機會。此外，早晚溫差仍大，中央氣象局提醒民眾注意。
10月22日，16時，颱風盧碧集結在馬尼拉之東北約590公里，預料緩慢轉向，逐漸移近台灣以東海域。
10月23日，中央氣象局說，中度颱風盧碧開始漸漸北轉，但速度非常慢，宜蘭及台北都已降下大豪雨，未來2到3天，仍應嚴防豪雨災情。根據氣象局上午最新颱風消息，盧碧颱風大約在鵝鑾鼻東南東方450公里面上，以每小時4公里轉6公里速度，朝北北西轉北北東行進。氣象局表示，現在盧碧移動速度非常慢，颱風外圍環流加上東北季風雙重影響，會為台灣東北部及北部地區帶來豪雨，預測影響時間可能到25日或26日。氣象局統計，今天0時到上午11時30分，宜蘭頭城、台北雙溪、坪林及平溪，都降下200毫米以上大豪雨，最多的是頭城263毫米。在20時，強烈熱帶風暴盧碧集結在高雄之東南約470公里，預料向東北或東北偏東移動，時速約10公里，逐漸移近台灣以東海域，並吹向西北太平洋。

#### 防災方面
10月21日，行政院莫拉克颱風災後重建推動委員會主任秘書羅世雄，前往嘉義縣災區視察時表示，阿里山公路預計10月24日通行小型車，但要注意盧碧颱風可能帶來的雨勢，一切以安全為重。羅世雄表示，目前轎車已可通往奮起湖風景區，免費接駁公車24日起將從高鐵嘉義站、台鐵嘉義火車站開到奮起湖，小型車預計10月24日能通行至阿里山國家森林遊樂區。但受到盧碧颱風外圍環流影響，可能為台灣帶來雨勢，公路養護單位應密切關注路況變化。盧碧颱風可能帶來豪雨，海軍陸戰隊8輛兩棲突擊車、12艘膠艇和72名官兵20日晚上提前進駐宜蘭，要讓民眾安心。國防部副參謀總長嚴明今天率領南部相關軍方首長，拜訪屏東縣政府，說明軍方對盧碧颱風的防災，目前已經在11個鄉鎮預置兵力，7個營區及國小設置災民收容區。嚴明率領八軍團副指揮官徐群星少將、南部地區後備指揮部代理指揮官陳之望上校等10多名軍方高階主管，拜訪屏東縣政府，由縣府秘書長鍾家治接待。嚴明等人向鍾家治說明軍方在「W36」（颱風影響台灣36小時前）的準備工作。徐群星說，軍方已在萬丹、東港、林邊、佳冬、高樹、三地門等11個易淹水及堤防可能潰堤處，預置兵力及機具。規劃佳祿堂營區、龍泉營區及滿州國小等7個營區及國小作為災民收容所。陳之望表示，W36後各鄉鎮都有後備指揮部派的連絡官進駐，與33個鄉鎮市長保持聯繫，協調兵力派遣及掌握災情。鍾家治感謝軍方的協助。嚴明提醒八軍團等單位，事前部署救災機具及人員，要慎選地點，不要道路中斷反而陷於孤立處境。
10月23日，行政院長吳敦義上午都在東北角視察，因擔心盧碧颱風外圍環流與東北季風共伴，為北部及東北部帶來超大豪雨，臨時趕往台北縣瑞芳視察員山子分洪作業，並籲民眾慎防豪雨成災。吳敦義09時在交通部長毛治國、台北縣副縣長蔡家福等人陪同下，來到龍洞南口海洋公園，視察行政院「觀光拔尖領航方案行動計畫」的推動情形，由交通部觀光局長賴瑟珍簡報。雖然天氣不佳，持續降雨，但吳敦義在聽完簡報後仍仔細觀看海洋公園的各項設施，隨後再轉往福隆車站及改裝成自行車道的舊草嶺隧道視察。為鼓勵觀光發展，吳敦義特地到福隆便當店捧場，買了許多便當，過程中還遇上一群來自台中，正進行環島旅遊的自行車騎士，彼此互道加油。為了監控豪雨可能帶來的災情，吳敦義在回程中臨時轉往瑞芳，視察員山子分洪作業並聽取簡報。水利署第十河川局長劉駿明表示，由於分洪道水位超過63公尺，上午10時25分進行分洪，有效控制水位。吳敦義接受媒體訪問時表示，上午本來行程是在東北角風景區，但盧碧颱風仍在恆春東南方往西北方向進行，可能造成北部及東北部山區超大豪雨，才新增視察員山子分洪作業的行程；也希望民眾留意，慎防豪雨成災，多預防就能少一些傷害。

#### 空氣方面
10月21日，盧碧颱風外圍環流影響和東北季風雙重效應下，臺東颳起風飛沙，眼前一片霧濛濛，最嚴重時能見度只有1、2公尺，台東縣環保局監測的空氣懸浮微粒值破表。10時許，台東東北季風增強，台東市區、縱谷鄉鎮開始吹起風飛沙，霧濛濛一片，停放在戶外車輛擋風玻璃，不到2小時就堆了厚厚的沙，屋內地板也是一層「薄沙」覆蓋，婦女苦不堪言。台東縣環保局表示，中午12時過後，監測到的空氣懸浮微粒值，超過最大值每小時每立方公尺1000微克。破表時間長達3個小時，最嚴重時能見度只1、2公尺。中央氣象局台東氣象站表示，受到盧碧颱風和東北季風雙重影響下，台東今天颳起8級陣風，平均風速4級，因而揚起風飛沙，盧碧颱風暴風圈接近台灣，或是下雨時，風飛沙才會降低。環保署發布新聞稿指出，受到中度颱風盧碧接近菲律賓東方海面，台灣中南部因擴散條件差，空氣品質達不良等級。環保署提醒民眾，空氣品質不良期間減少戶外活動。行政院環境保護署環境監測資訊處指出，根據氣象局的最新預報顯示，盧碧將於22日移動至菲律賓東方海面，屆時相對位置離台灣約1000公里。中南部因中央山脈阻擋的影響，大氣擴散不佳，導致空氣品質不良，要待颱風通過菲律賓進入南海、中南部氣流轉為西南風後才會改善。環保署提醒民眾，於空氣品質不良期間儘量減少戶外活動。環保署表示，隨著東北季風增強，未來境外移入的污染物將會增加，將持續密切注意污染物長程傳送對台灣空氣品質造成影響。

#### 災情方面
10月22日，受到盧碧颱風外圍環流影響，宜蘭縣深夜開始降下大雨，造成宜蘭市部分道路淹水，多間民宅受損；頭城家商也有7間教室淹水。
10月23日，受到盧碧颱風外圍環流影響，台東縣政府09時宣布，蘭嶼全天停班、停課。根據中央氣象局蘭嶼氣象站資料，當地平均風速9級，最大陣風11級，沒有降雨。碧颱風路徑接近台灣，石門水庫上游山區降雨明顯增加。石門水庫上午水位244.04公尺，供水、供電一切正常。石門水庫管理中心主任邱忠川上午表示，受到盧碧颱風影響，石門水庫集水區上空的雲層變厚，昨天下午起陸續下起細雨，但雨勢不算大。石門水庫表示，截至11時，水庫上游池端、霞雲、巴陵等集水站降雨明顯，累積雨量為40、21、16毫米，但石門水庫集水區降雨則陸續增加中。邱忠川表示，石門水庫上午水位為244.04公尺，進水量約為90萬公噸，目前每天提供約600萬噸，供發電與民生、農業使用，供水一切都在正常範圍中。管理中心也持續進行各項防颱設施測試。
10月24日，中央氣象局觀測，輕度颱風盧碧下午行進速度加快，離台灣愈來愈遠，颱風外圍雲系帶來的降雨也跟著趨緩。但受東北季風影響，明天北部和東北部的天氣仍不穩定。氣象局說，盧碧下午位置在鵝鑾鼻東方約490公里海面上，以每小時20公里速度，朝北北東轉東北行進，對台灣的影響將漸趨緩。氣象局分析，盧碧速度加快，主要是颱風北轉，位置移到中緯度後，有明顯的西風帶導引氣流，推著颱風往東移動。氣象局統計，今天降雨比昨天少很多，從0時到17時，台北縣的雙溪、坪林、三峽及宜蘭大同出現大雨，最多的是雙溪泰平60毫米。
10月25日，盧碧颱風愈走愈遠，外圍雲系對台灣已無影響，中央氣象局上午解除北部、東北部大雨特報。氣象局表示，北部、東北部局部地區仍有零星降雨，但降雨時間不長。中央氣象局預報員羅雅尹表示，盧碧颱風距離台灣東部超過500公里，對流雲系大幅減弱。雖然受東北季風影響，東北部、北部局部地區仍有短暫陣雨機會，但與昨天相較，雨勢與降雨時間均大幅減少，中、南部是晴朗的好天氣。氣象局表示，東北部、北部今天偏涼，氣溫約攝氏22度到26度。不過，北部、東部沿海海面風浪仍大，平均風力7到8級，最大陣風10級。氣象局發布海上強風特報。

### 日本
10月24日11時，強烈熱帶風暴盧碧集結在沖繩島之西南偏南約520公里，預料向東北移動，時速約15公里，移向琉球群島。

10月25日15時，盧碧集結在沖繩島之東南約190公里，預料向東北移動，時速約25公里，移向日本以南海域。

10月26日10時，盧碧集結在東京之西南偏南約1030公里，預料向東北移動，時速約55公里，橫過日本以南海域。22時，盧碧在日本伊豆群島的西南部海面，以每小時65公里的速度，繼續行進，包括關東的東京、千葉等地，已經出現狂風暴雨。東京街頭，民眾在強風暴雨中蹣跚前進，由於瞬間風速飆破25公尺，很多人連雨傘都握不牢，除了風勢強勁外，雨量也很驚人，晚間更傳出一架飛機在空中遭遇亂流，導致3名乘客受傷，另外還有一艘漁船，因為趕不及在颱風來襲前返回港口，目前船上8人失蹤。

## 外部連結
- （英文）聯合颱風警報中心官網 （页面存档备份，存于）
- （日語）日本氣象廳官網 （页面存档备份，存于）
- （繁體中文）交通部中央氣象局官網 （页面存档备份，存于）
- （英文）菲律賓大氣地球物理和天文管理局官網 （页面存档备份，存于）
- （繁體中文）香港天文台官網 （页面存档备份，存于）
- （繁體中文）澳門地球物理暨氣象局官網 （页面存档备份，存于）